# Gerhart Wielinger
Gerhart Wielinger (* 12. Juni 1941 in Graz) ist ein österreichischer Jurist und Beamter. Von 1998 bis 2006 amtierte er als Landesamtsdirektor der Steiermark; zwischen 2007 und 2012 war er Vorsitzender des österreichischen Menschenrechtsbeirates.

## Leben
Wielinger studierte Rechtswissenschaften sowie Französisch in Graz und Caen, promovierte 1966 und habilitierte sich im Jahr 1974 für Verfassungs- und Verwaltungsrecht. Seitdem ist er als Dozent bzw. Universitätsprofessor an der Juridischen Fakultät der Universität Graz tätig und lehrte auch an der Universität Salzburg. Von 1999 bis 2005 war er Mitglied und zeitweise auch Vorsitzender des Universitätsrates der Karl-Franzens-Universität. Als Autor verfasste er u. a. das weitverbreitete Lehrbuch Einführung in das österreichische Verwaltungsverfahrensrecht und publizierte zu Fragen des Föderalismus, der Verwaltungsorganisation und der Rechtsgeschichte. Gemeinsam mit Georg Lienbacher war er Herausgeber des Jahrbuches Öffentliches Recht.
Nach langjähriger Tätigkeit als Bundesbeamter (u. a. im Verfassungsdienst des Bundeskanzleramtes) trat er 1977 in den Dienst des Amtes der Steiermärkischen Landesregierung und fungierte ab 1980 als Leiter des Landes-Verfassungsdienstes sowie von 1998 an als Landesamtsdirektor der Steiermark. Mit Jahresende 2006 trat er in den Ruhestand.

## Auszeichnungen
- 1999: Ritter der Ehrenlegion
- 2022: Österreichisches Ehrenkreuz für Wissenschaft und Kunst I. Klasse